# Лавровий вінок

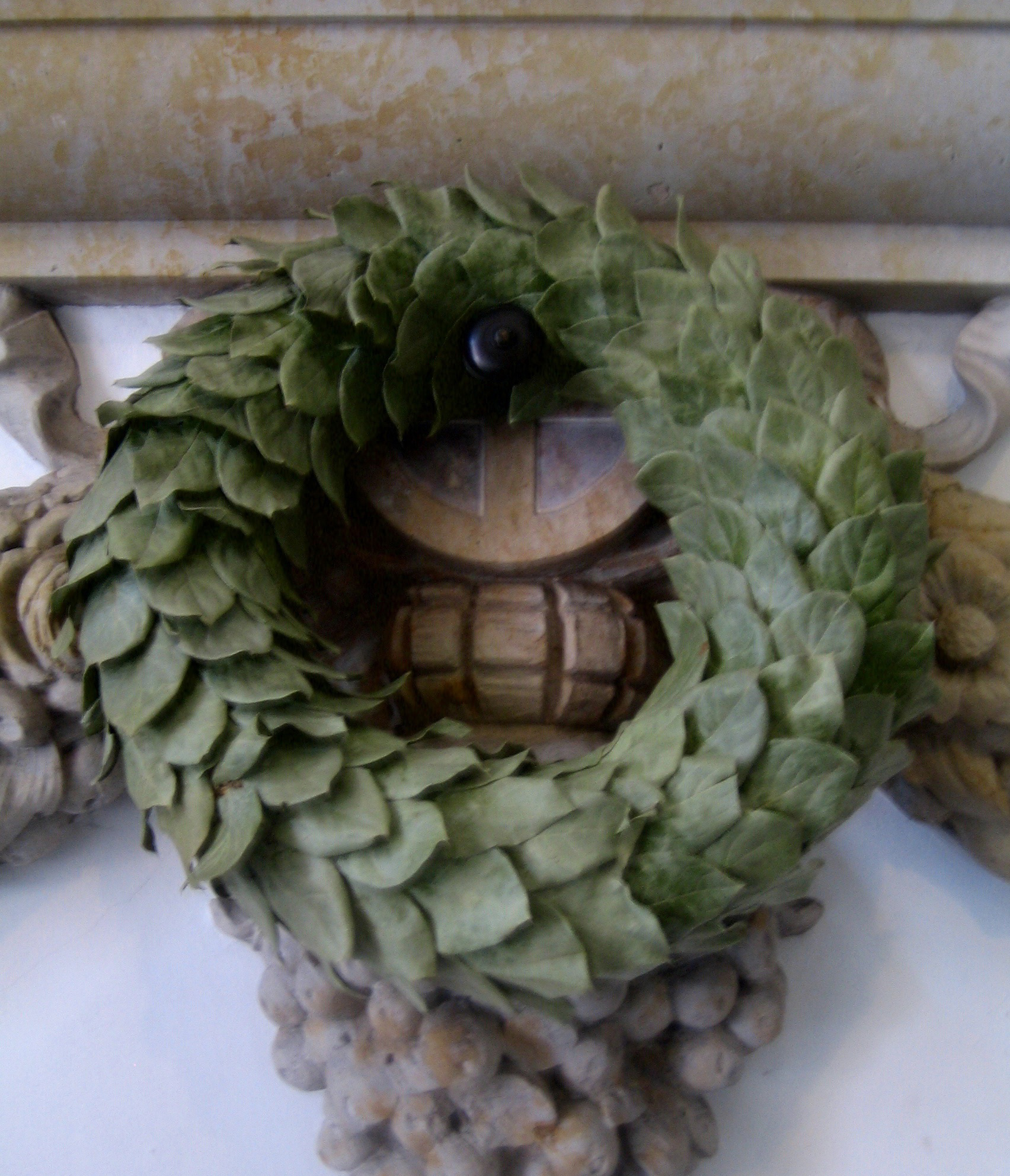
Лавровий вінок як деталь декору Фолькетінгу (Folketing), національного парламенту Данії

Лавровий вінок або гілка лавра — з часів античності — символ слави, перемоги чи миру.
Його надягали тріумфатори, судна переможців прикрашалися лаврами. В урочистих випадках весь народ вінчався лавровими вінками; жерці при жертвоприношеннях надягали лаврові вінки. Лавр був присвячений Аполлону, в пояснення чого створився міф про Дафну; в Піфійських іграх лавровий вінок був нагородою переможцю, і ним же нагороджували «улюбленців Аполлона» — поетів . Цим відношенням між Аполлоном і лавром пояснюється і приписування лавру пророчого дару: його їли жерці, щоб дізнатися майбутнє. Існувало також переконання, що лавр рятує від блискавки.
Слово «лауреат» (лат. laureatus) означає «увінчаний лавром».

## Зображення

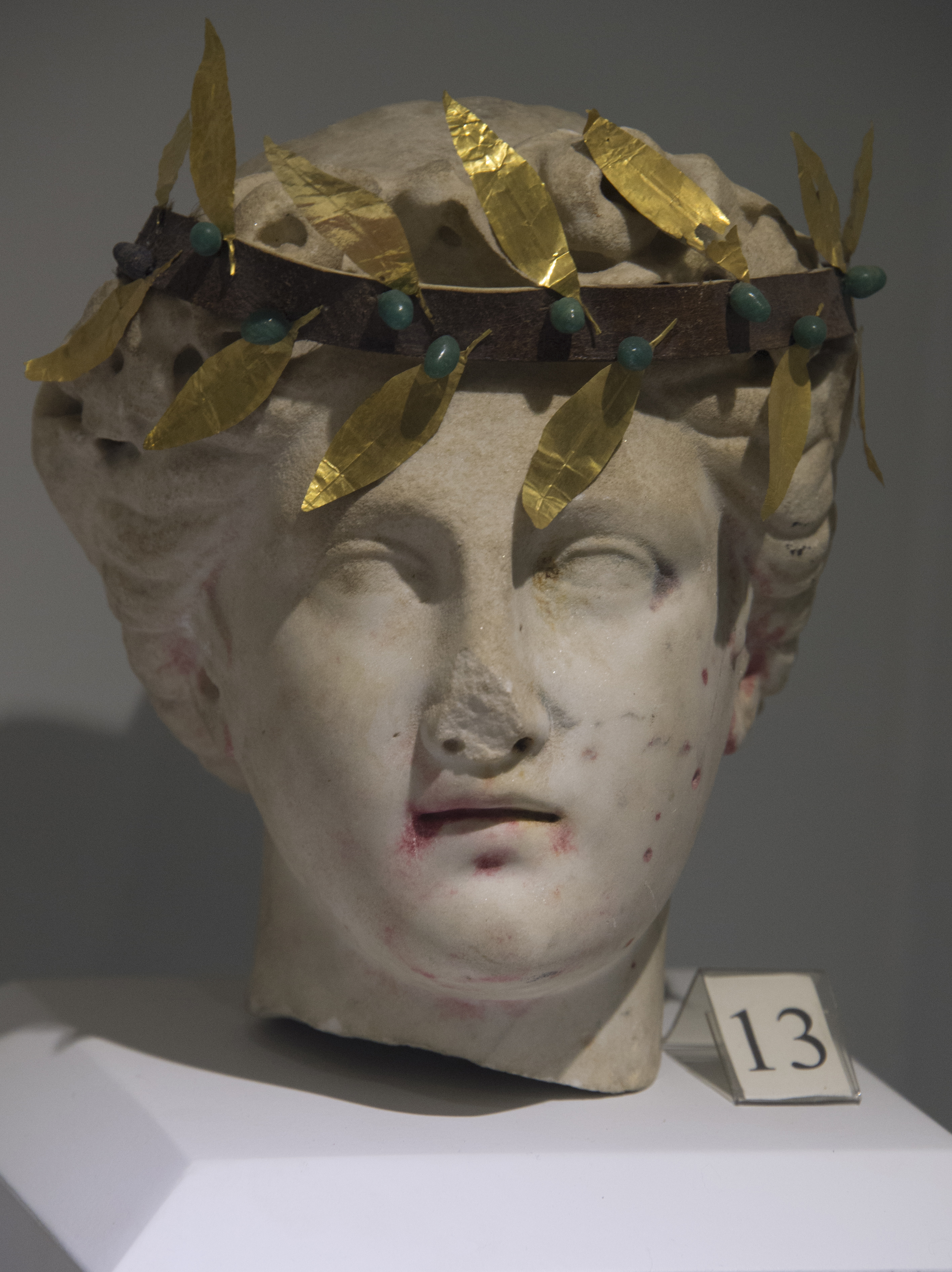
Золотий лавровий вінок, імовірно з Кіпру, 4-3 століття до н. е.
Стилізоване зображення лаврового вінка
Державний герб Греції
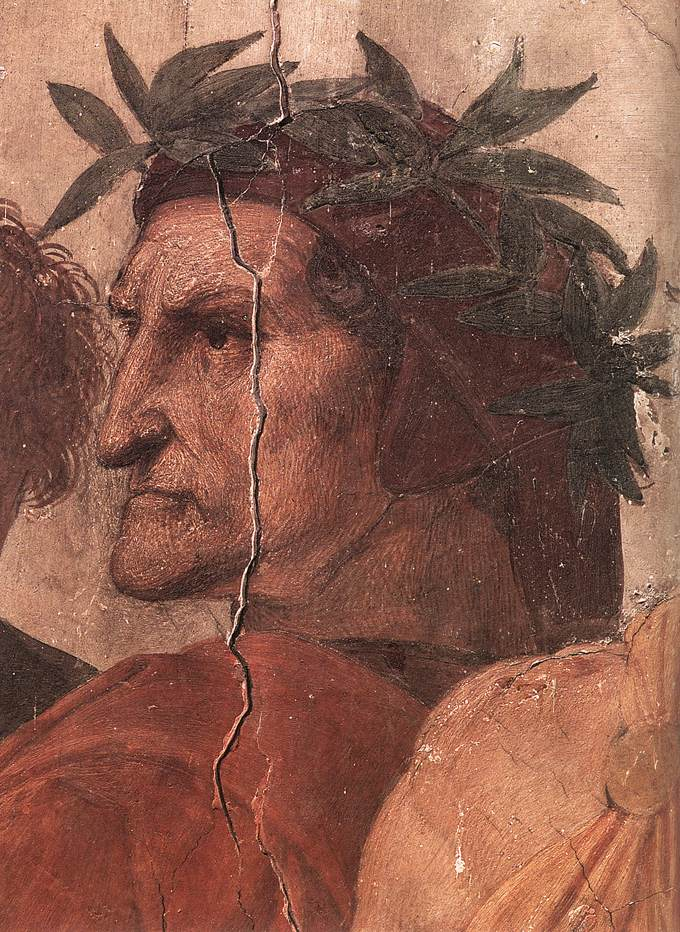
Зображення в мистецтві
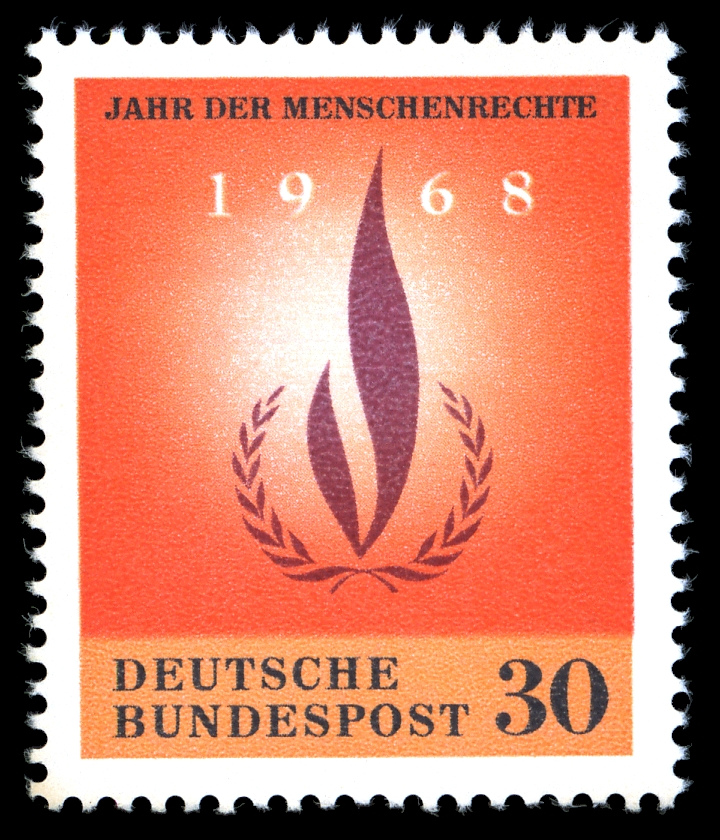
Лавровий вінок на поштовій марці на рік прав людини

1. ↑  laurel wreath Meaning in the Cambridge English Dictionary. dictionary.cambridge.org (англ.). Процитовано 27 січня 2025.